# ザ・モンスター (2016年の映画)
『ザ・モンスター』（原題:The Monster）は2016年にアメリカ合衆国で公開されたホラー映画である。監督はブライアン・ベルティノ、主演はゾーイ・カザンが務めた。

## ストーリー
サウスカロライナ州。キャシーは10歳の娘（リジー）を元夫の家まで送り届けていた。キャシーは酒に溺れる生活を送っていたため、リジーとの仲は険悪そのものであった。道中、キャシーはオオカミを轢いてしまった。不思議なことに、オオカミの死体についている傷跡は動物の爪痕のようなものになっていた。キャシーが負傷したため、リジーはレッカー車と救急車に出動を要請した。
レッカー車が到着すると、運転手のジェシーは直ちに作業に取りかかった。リジーがふと車外に目をやると、オオカミの死体がいつの間にか消え失せていた。リジーとの口論の末、キャシーは車の外に出たが、ジェシーの姿はどこにも見当たらなかった。キャシーが周囲を探していると、車のルーフに何かが落ちた音がした。それはジェシーの切断された腕であった。その直後、ジェシーが苦痛に顔を歪めたまま、森の中から這いずり出てきた。キャシーは仰天しつつもジェシーを救おうとしたが、失敗に終わった。ジェシーはモンスターに食べられてしまったのである。
ほどなくして、救急車が2人の下にやってきたが、隊員たちは為す術もなくモンスターに殺されてしまった。2人は救急車に乗ってその場を離れようとしたが、モンスターの攻撃が原因で木に衝突してしまい、救急車も動かなくなってしまった。重傷を負ったキャシーは自らの命がもう長くないことを悟り、自らの命を犠牲にしてリジーを逃がすことにした。別れ際、キャシーは「貴方は私の宝物よ」と言った。その言葉を聞いたリジーは、優しかった頃の母の記憶を不意に思い出した。そして、覚悟を決めてモンスターと対峙し、ついに焼き殺す。

## キャスト
- ゾーイ・カザン - キャシー
- エラ・バレンタイン - リジー
- アーロン・ダグラス - ジェシー
- スコット・スピードマン - ロイ
- クリスティン・エバディ - レスリー
- クリス・ウェブ - モンスター

## 製作
2014年5月、エリザベス・モスが新作ホラー映画『There Are Monsters』に出演することになったと報じられた。2015年5月、モスが降板することになり、その代役としてゾーイ・カザンが起用されるとの報道があった。8月、スコット・スピードマン、エラ・バレンタイン、アーロン・ダグラスがキャスト入りした。2016年8月、本作のタイトルが『There Are Monsters』から『The Monster』に変更されると報じられた。

## 公開・マーケティング
2015年5月12日、A24が本作の全米配給権を獲得したと発表した。2016年4月22日、本作の劇中写真が初めて公開された。10月6日、本作のオフィシャル・トレイラーが公開された。

## 評価
本作は批評家から好意的に評価されている。映画批評集積サイトのRotten Tomatoesには45件のレビューがあり、批評家支持率は80%、平均点は10点満点で6.9点となっている。サイト側による批評家の見解の要約は「『ザ・モンスター』はシンプルな設定とゾーイ・カザンの好演を使って、伝統的でありながらそれに背く要素もある―そして、それは極めて面白いものである―ホラーストーリーを観客に届けている。」となっている。また、Metacriticには13件のレビューがあり、加重平均値は69/100となっている。